# 로베르토 로세티
로베르토 로세티(Roberto Rosetti, 1967년 9월 18일 ~ )는 2010년에 은퇴한 이탈리아의 옛 축구 심판이다.
그는 1983년에 심판 활동을 시작했으며, 1996년부터 1998년까지 세리에 A 심판으로 활동하였다. 이후 2002년에 국제 축구 연맹으로부터 국제 심판 자격을 취득하였으며, 2006년 FIFA 월드컵에서 멕시코와 이란, 아르헨티나와 세르비아 몬테네그로, 파라과이와 트리니다드 토바고의 조별 예선 세 경기, 스페인과 프랑스의 16강전 경기의 주심을 맡았다.
그는 UEFA 유로 2008에서 스위스와 체코의 개막전 경기, 그리스와 러시아의 조별 예선 경기, 크로아티아와 터키의 8강전 경기, 독일과 스페인의 결승전 경기의 주심을 맡았으며, FIFA 클럽 월드컵 2009에서 포항 스틸러스와 에스투디안테스 라 플라타의 준결승전 경기의 주심을 맡았다.
그는 2010년 FIFA 월드컵에서 가나와 오스트레일리아의 조별 예선 경기, 아르헨티나와 멕시코의 16강전 경기의 주심을 맡기도 하였지만 아르헨티나와 멕시코의 16강전 경기에서 아르헨티나의 카를로스 테베스 선수가 전반 26분에 범한 오프사이드 반칙을 골로 인정하는 등 오심과 편파 판정 논란에 휩싸이기도 했다. 이 때문에 그는 호르헤 라리온다 심판과 함께 FIFA로부터 월드컵 심판에서 퇴출당했고 같은 해 7월에 축구 심판 은퇴를 선언했다.

## 주요 활동 경력
- 2005년 FIFA 컨페더레이션스컵: 아르헨티나와 튀니지, 멕시코와 브라질의 조별 예선 두 경기, 멕시코와 아르헨티나의 준결승전 경기
- 2006년 FIFA 월드컵: 멕시코와 이란, 아르헨티나와 세르비아 몬테네그로, 파라과이와 트리니다드 토바고의 조별 예선 세 경기, 스페인과 프랑스의 16강전 경기
- UEFA 유로 2008: 스위스와 체코의 개막전 경기, 그리스와 러시아의 조별 예선 경기, 크로아티아와 터키의 8강전 경기, 독일과 스페인의 결승전 경기
- FIFA 클럽 월드컵 2009: 포항 스틸러스와 에스투디안테스 라 플라타의 준결승전 경기
- 2010년 FIFA 월드컵: 가나와 오스트레일리아의 조별 예선 경기, 아르헨티나와 멕시코의 16강전 경기